# Pabstia jugosa
Pabstia jugosa é uma espécie de orquídea (Orchidaceae) endêmica do Brasil.